# Balonmano Avidesa Alzira
El Balonmano Avidesa Alzira fou un club d'handbol de la ciutat valenciana d'Alzira. Jugava els seus partits al Palau d'Esports d'Alzira. El club es va fundar l'any 1989, quan un club situat a la ciutat de València, Caixa València, va ser traslladat a Alzira i rebatejat com Avidesa Alzira. El club es va dissoldre el juliol de 1995, a causa d'enormes deutes compromesos amb els seus jugadors. L'any 1992 guanyà la Copa del Rei després de derrotar el FC Barcelona a la final, mentre que l'any 1994 guanyà la Copa EHF.
Devia el seu nom a l'empresa gelatera Avidesa.
El club es va dissoldre el juliol de 1995, a causa dels deutes del club amb els jugadors.

## Palmarès
- 1 Copa EHF: 1994
- 1 Copa del Rei: 1992

## Jugadors destacats
- Vasile Stîngă
- Maricel Voinea
- Dragan Skrbic
- Juan Francisco Alemany
- Jaume Fort Mauri